# Amsterdamse kroonlantaarn

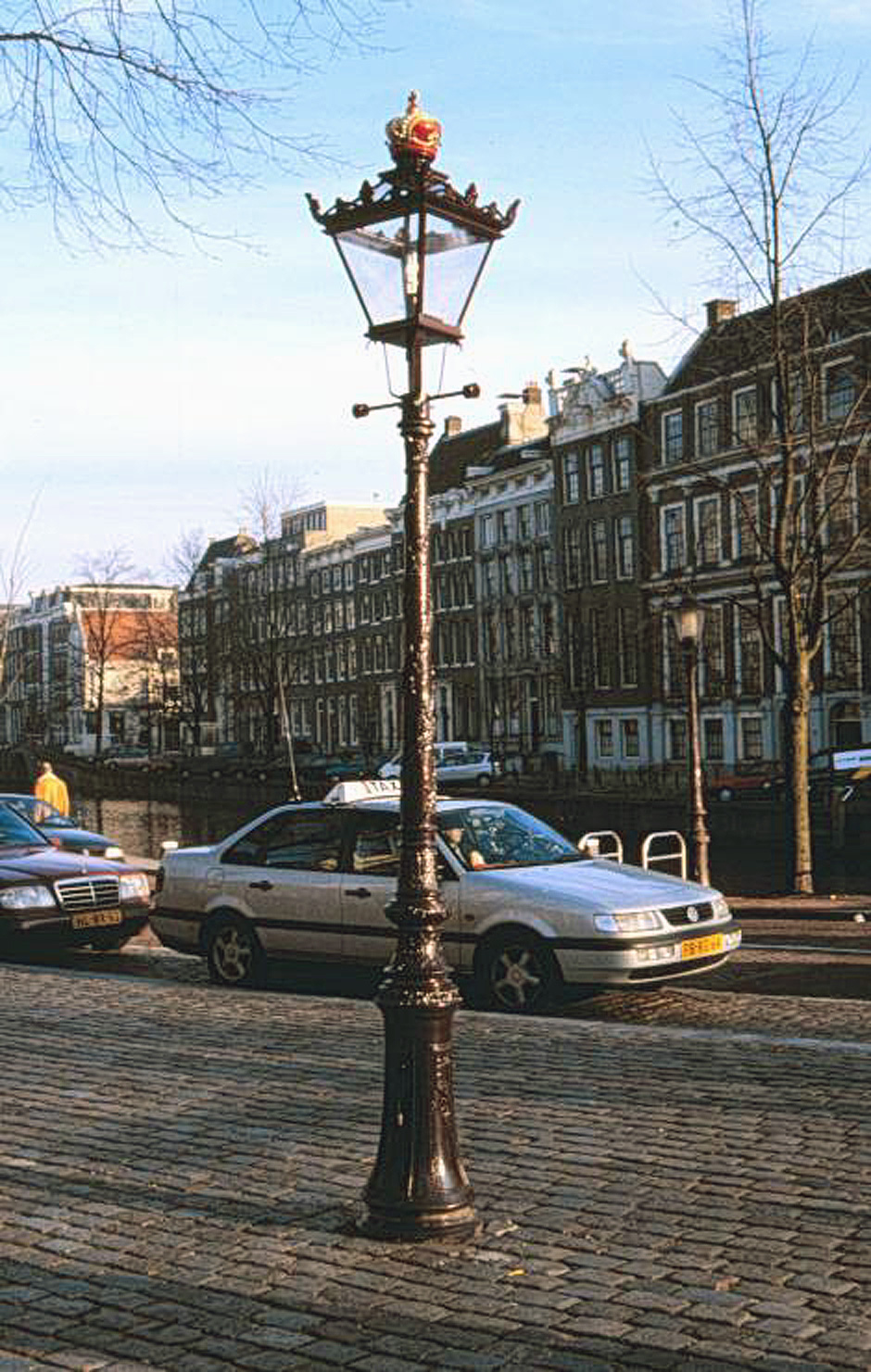
Kroonlantaarn op de Westermarkt

De benaming Amsterdamse kroonlantaarn heeft betrekking op een specifiek model straatverlichting. In sommige gevallen wordt alleen een lantaarn in een typische zeshoekige vorm bedoeld. De glasvlakken vormen dan een op de kop staande piramidevorm met een zeshoekig grondvlak. Enkele varianten hebben een vierkant grondvlak, andere een achthoekig grondvlak. In zijn oorspronkelijke vorm werd de lantaarn midden op het boveneind van een mast geplaatst. Er was een symmetrische verlichting rond om de standplaats van de mast.

## Geschiedenis
In Amsterdam werden kroonlantaarns toegepast vanaf 1883 op een lantaarnpaal van bijpassend model. De Amsterdamse kroonlantaarn is vierkant en heeft bovenop een Amsterdamse keizerskroon (van Maximiliaan van Oostenrijk). De lantaarns zijn in de loop der jaren verdwenen, de laatste in 1917, met de elektrificatie van de straatverlichting. De palen zijn blijven staan, met modernere armaturen met elektrisch licht. Er zijn circa 3000 van deze palen in de Amsterdamse binnenstad aanwezig.
In 1998 werd kroonlantaarns geherintroduceerd op de Westermarkt. Na een proef in 2005 aan de Herengracht werden vanaf november 2008 in het stadsdeel Centrum de eerste 26 replica-kroonlantaarns geplaatst langs diverse grachten en op pleinen, waaronder de Keizersgracht. Ze hebben een moderne elektrische lichtbron met wit licht. Na een actie van het Amsterdams Kroonlantaarncomité (een initiatief van de Vereniging Vrienden van de Amsterdamse Binnenstad) werd in 2013 besloten de meeste hoofdgrachten te voorzien van kroonlantaarns, op bijzondere locaties met een gekleurd kroontje.